# Eduard von Böhm-Ermolli
Eduard svobodný pán von Böhm-Ermolli (12. února 1856 Ancona – 9. prosince 1941 Opava) byl voják z povolání rakousko-uherské armády v hodnosti polní maršál (Feldmarschall). Zároveň se jednalo o jednoho z nejschopnějších velitelů rakousko-uherské armády v době první světové války. V období druhé světové války mu byla osobně německým kancléřem Adolfem Hitlerem propůjčena hodnost německé armády Generalfeldmarschall (polní maršál). Mezi jeho nejvýznamnější vyznamenání můžeme zařadit Pour le Mérite s dubovými ratolestmi nebo Vojenský řád Marie Terezie.

## Biografie

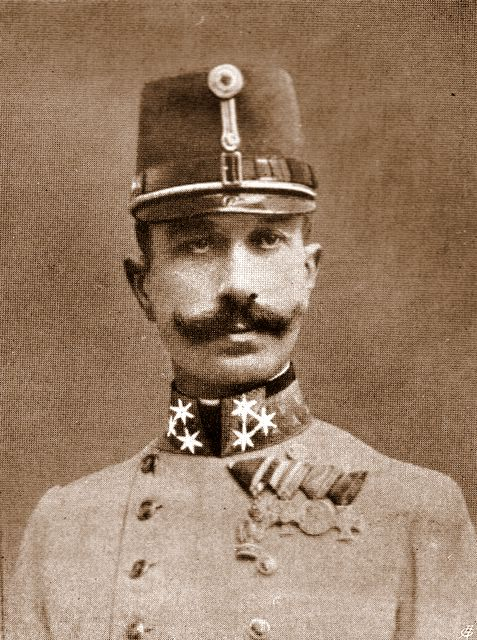
Eduard von Böhm-Ermolli v hodnosti plukovníka císařské a královské armády.

### Mládí a počátky vojenské kariéry
Eduard Böhm se narodil 12. února roku 1856 v italském městě Ancona jako nejmladší ze tří dětí armádního důstojníka Georga Böhma (1813–1893) a jeho ženy Marie Josephy, dcery milánského stavitele Guiseppe Ermolliho. Jeho otec, jenž sloužil v rakouské armádě, se osobně vyznamenal v bitvě u Novary roku 1849 a při odchodu do výslužby byl povýšen jako major v záloze do šlechtického stavu (14. září 1885), čímž si jeho rodina přidala ke jménu titul „von“. Současně s tím obdržela povolení připojit si ke jménu dívčí jméno své manželky „Ermolli“. Od té doby se jeho rodina, která se mezitím přestěhovala do posádkového města Opava jmenovala „Böhm-Ermolli“.
Mladý Eduard mezitím dokončil obecnou školu v Opavě a roku 1870 nastoupil nejprve na kadetku v St. Pöltenu a poté na Tereziánskou vojenskou akademii ve Vídeňském Novém Městě. Tu dokončil 1. září roku 1875 a byl zařazen jako poručík (Leutnant) ke 4. pluku dragounů „polního maršála arcivévody Albrechta“ (Dragoner-Regiment 4 „Feldmarschall Erzherzog Albrecht“), kde byl jmenován velitelem jezdecké čety 2. eskadrony.

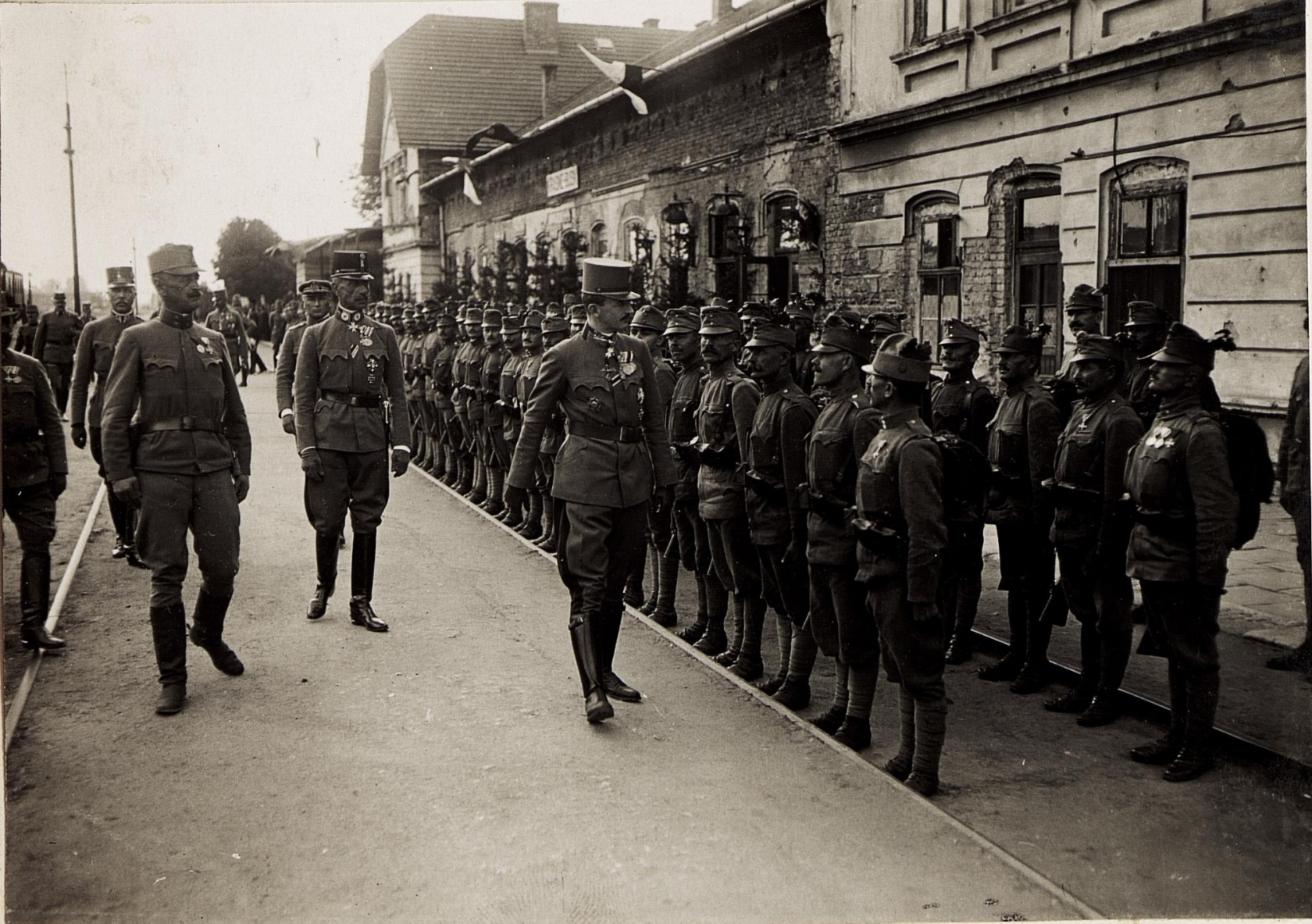
Generálplukovník Böhm-Ermolli (v pozadí) a císař Karel I. přehlíží čestnou stráž v roce 1917 v Haliči

Během následujících 3 roků odváděl příkladnou službu a na základě kladného hodnocení svých nadřízených byl na podzim roku 1878 přijat na válečnou školu ve Vídni. Tu dokončil na počátku května roku 1880 a zároveň byl povýšen do hodnosti nadporučíka (Oberleutnant). Povinnou důstojnickou praxi vykonával následně u 21. pěší brigády ve městě Lvov. Odtud však v dubnu roku 1882 přestoupil k 15. jízdní brigádě v uherském městě Debrecínu.
V Uhrách zůstal pouze do ledna roku 1884, kdy byl převelen k vojenskému zeměpisnému úřadu ve Vídni, kdy byl po vykonání následné zkoušky v dubnu téhož roku povýšen na rytmistra (Rittmeister) a na krátkou dobu odvelen do Brna k X. sboru. Jeho následujícím služebním místem se mu stal generální štáb (Generalstabskorps), čímž získal značné konexe v generálských kruzích a další povýšení tím bylo téměř na dosah.
Díky svým znalostem z vídeňského zeměpisného úřadu byl v květnu roku 1888 převelen do korutanského města Klagenfurt, kde převzal funkci velitele zdejšího vojenského oddělení zabývajícího se mapováním zdejších oblastí.
Na počátku května roku 1889 byl však převelen ke 13. hulánskému pluku (Ulanen-Regiment 13) pod velením plukovníka Hermanna hraběte Nostitze-Rienecke, který se nacházel v Brzezanech na Ukrajině. Böhm zde zaujmul pozici velitele 1. eskadrony. I zde dosáhl skvělých výsledků a stal se jedním z nejlépe hodnocených nižších důstojníků pluku. A proto byl v dubnu roku 1891 převelen zpět do Vídně a zařazen ke štábu generálního inspektorátu jezdectva. Povýšení na sebe nenechalo dlouho čekat a Böhm-Ermolli byl již k počátku května téhož roku povýšen na majora.

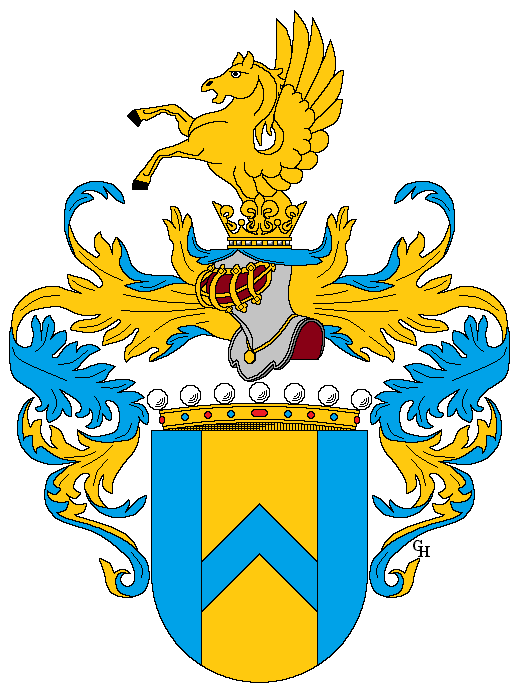
Erb svobodného pána von Böhm-Ermolliho

Za nedlouho na to byl k počátku května roku 1895 povýšen do hodnosti podplukovníka (Oberstleutnant) a na podzim téhož roku se vrátil na západní část Ukrajiny do Haliče, aby převzal velení 13. hulánského pluku, který se mezitím přemístil do města Brody.

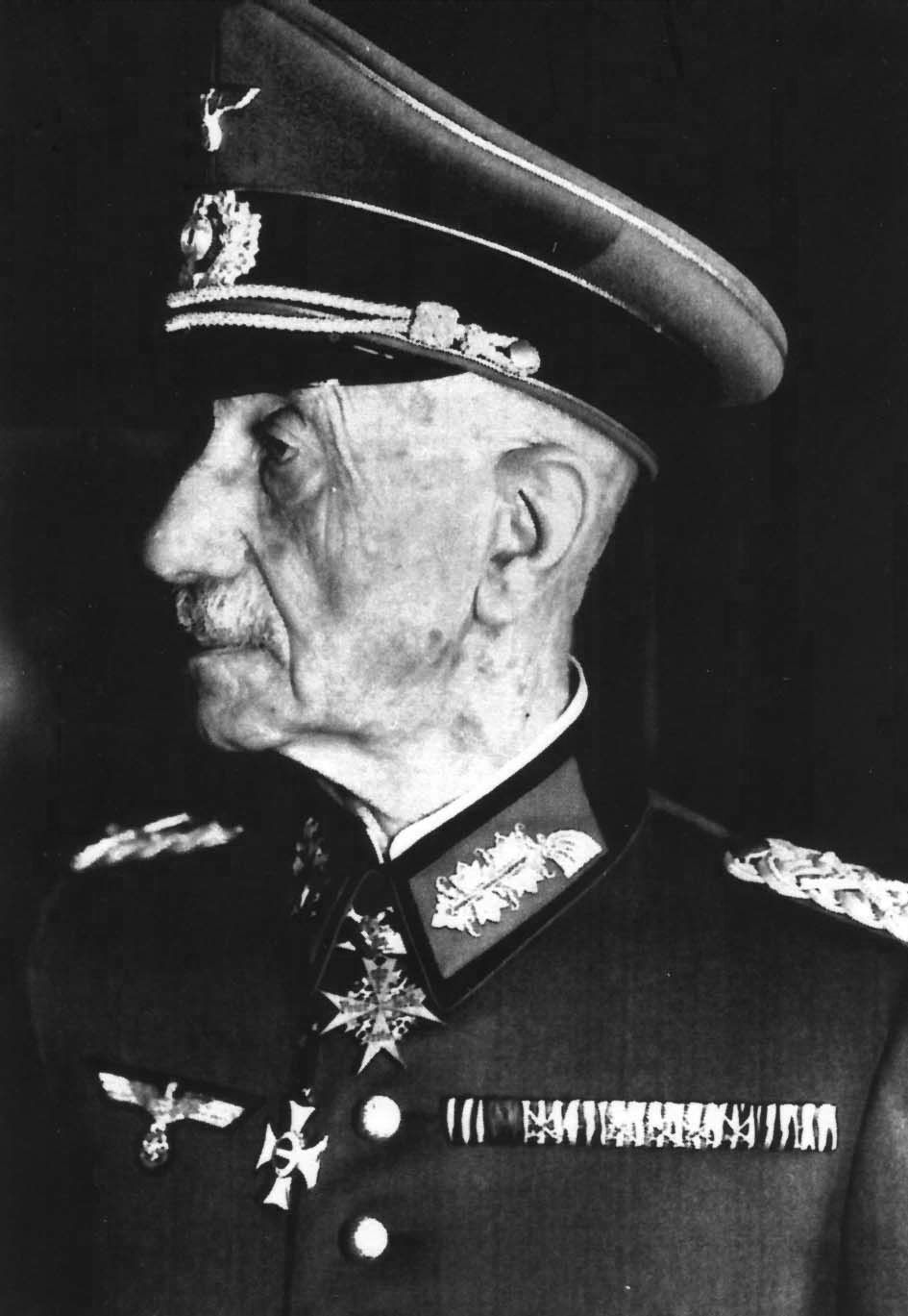
Osmdesátiletý Eduard von Böhm-Ermolli coby německý Generalfeldmarschall.

Dne 1. května 1912 byl povýšen do hodnosti generála jezdectva (General der Kavallerie) a jmenován velitelem 1. sboru v Krakově. Od 25. prosince 1911 byl též císařsko-královským tajným radou.

### První světová válka
Po výbuchu první světové války bylo mu svěřeno velení 2. armády, a tuto funkci zastával až téměř do konce války. Později velel i armádnímu seskupení, od 1. května 1916 v hodnosti generálplukovníka (Generaloberst). Roku 1917 mu byl přiznán dědičný titul svobodného pána a členství v panské sněmovně a konečně 31. ledna 1918 byl jmenován polním maršálem. Jeho posledním velitelskou funkcí se stalo velení na okupované Ukrajině s velitelstvím v Oděse. Po kapitulaci a rozpuštění armády se Böhm-Ermoli usadil v Opavě. Jelikož Československo převzalo právní, finanční a jiné závazky bývalé monarchie na svém území, byl pro účely pensijního zabezpečení posuzován na úrovni generála I. hodnostní třídy/armádního generála československé armády ve výslužbě.

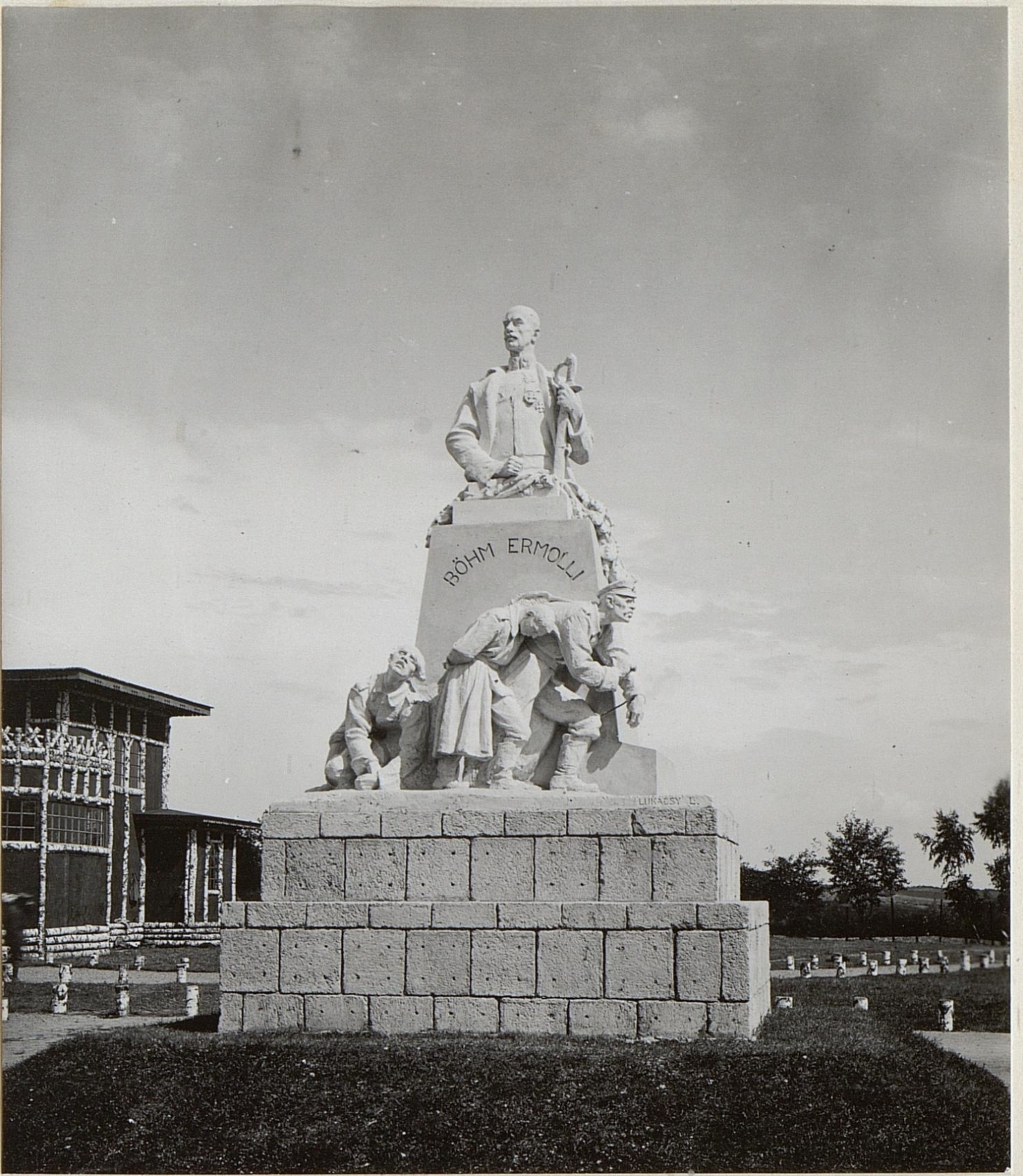
Socha polního maršála von Böhm-Ermolliho

### Pozdější život
Po Mnichovské smlouvě se v roce 1938 stal občanem Německa. Byl jako jediný žijící rakousko-uherský polní maršál povýšen i do hodnosti polního maršála nacistického Německa (1940) a byl jmenován velitelem opavského 28. pěšího pluku. Když ve věku 85 let zemřel, byl mu uspořádán státní pohřeb ve Vídni, při němž maršál Wilhelm Keitel zastupoval německou armádu. Byl pohřben v Opavě a jeho hrob je dodnes zachován, sekce č. 5 – Městský hřbitov – Opava. Během své skvělé kariéry byl mnohokrát vyznamenán. Byl komandérem Vojenského řádu Marie Terezie (179. promoce), nositelem velkokříže Královského uherského řádu sv. Štěpána, držitelem řádu Pour le Mérite s dubovými ratolestmi a mnohých jiných nejvyšších domácích i zahraničních řádů a vyznamenání.

## Shrnutí vojenské kariéry

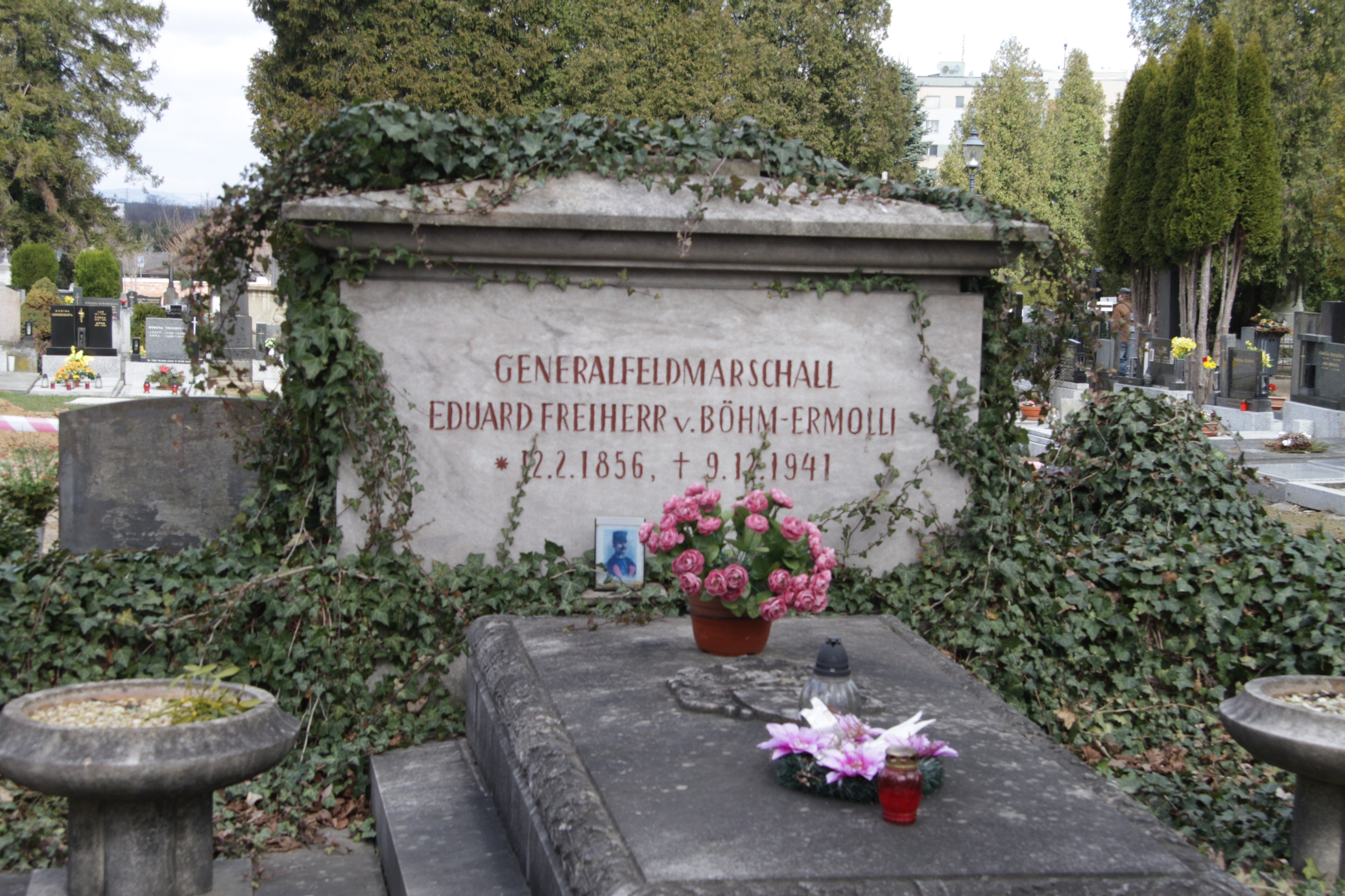
Hrob svobodného pána von Böhm-Ermolliho v Opavě

### Data povýšení
- Kadettaspirant – 1870
- Leutnant – 1. září, 1875
- Oberleutnant – 1. květen, 1880
- Rittmeister – 1. květen, 1884
- Major – 1. květen, 1891
- Oberstleutnant – 1. květen, 1895
- Oberst – 24. duben, 1896
- Generalmajor – 1. květen, 1903
- Feldmarschall-Leutnant – 1. listopad, 1907
- General der Kavallerie – 1. květen, 1912
- Generaloberst – 1. květen, 1916
- Feldmarschall – 31. leden, 1918
- Propůjčena hodnost německé armády Generalfeldmarschall – 31. říjen, 1940

### Významná vyznamenání
- Pour le Mérite (4860. držitel) – 7. říjen, 1916
- Dubové ratolesti k Pour le Mérite (191. držitel) – 27. červenec, 1917
- Komandér Vojenského řádu Marie Terezie (179. držitel) – 28. červenec, 1917
- Pruský Železný kříž I. stupně – 7. prosinec, 1914
- Pruský Železný kříž II. stupně – 7. prosinec, 1914
- Velkokříž královského bavorského vojenského záslužného řádu s meči – 28. červen, 1915
- Velkokříž královského pruského Řádu červené orlice s meči – 30. květen, 1918
- Meče k velké vojenské zálužné medaili na stužce vojenského záslužného kříže – 15. květen, 1918
- Velkokříž řádu svatého Štěpána – 26. březen, 1918
- Velitelský kříž saského vojenského řádu svatého Jindřicha II. třídy s meči – 8. únor, 1918
- Velkokříž královského saského Albrechtova řádu se zlatou hvězdou a meči – 15. prosinec, 1917
- Velká vojenská medaile za zásluhy ke stužce válečného záslužného kříže – 18. leden, 1917
- Královská osmanská zlatá a stříbrná válečná medaile – 4. duben, 1916
- Velkokříž Leopoldova řádu s válečnou ozdobou – 30. říjen, 1914
- Královský pruský Řád koruny I. třídy – 16. leden, 1910
- Rytířský kříž Leopoldova řádu – 9. březen, 1909
- Řád železné koruny III. třídy – 9. duben, 1901
- Důstojnické služební vyznamenání III. třídy – 18. srpen, 1900
- Jubilejní pamětní medaile – 2. prosinec, 1898
- Vojenský záslužný kříž – 15. říjen, 1895
- Královský pruský Řád červené orlice III. třídy – 4. leden, 1894